# Matthias Halagahu
Matthias Halagahu (Francia, 15 de agosto de 2001) es un jugador profesional francés de rugby que se desempeña en la posición de segunda línea en Rugby Club Toulonnais, equipo perteneciente a la liga Top 14.

## Carrera
Halagahu es un jugador de formación francesa (JIFF). Comenzó su carrera deportiva con el equipo CA Fréjus Saint-Raphaël, en el cual jugó diez temporadas (2006-2016), después pasó a Rugby Club Toulonnais, donde lleva jugando ocho temporadas.